# 胞衣壺

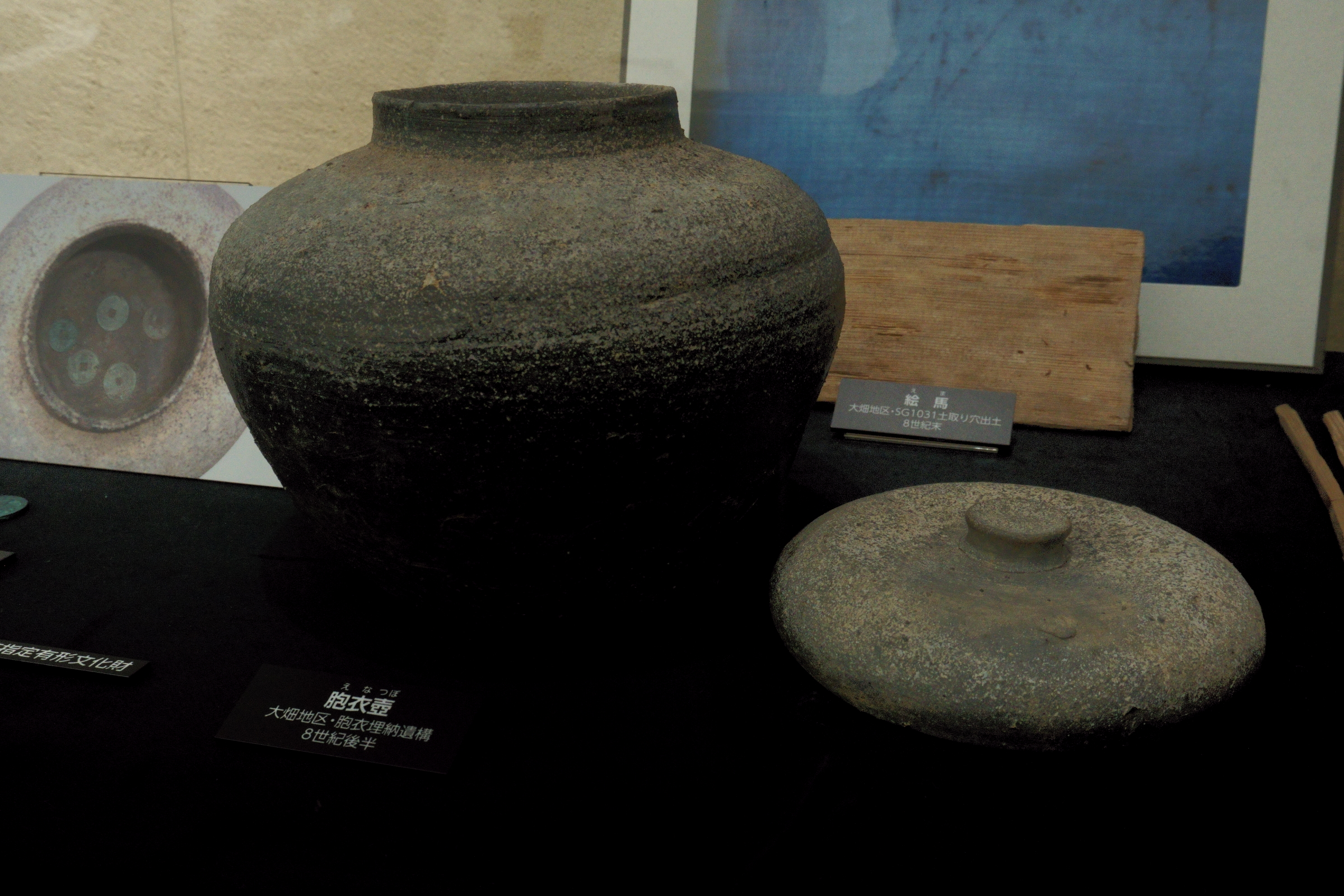
秋田城から出土した胞衣壺

胞衣壺（えなつぼ）は、胞衣（人間の胎盤、後産）を埋納する際に納める容器（壺）。

## 概要

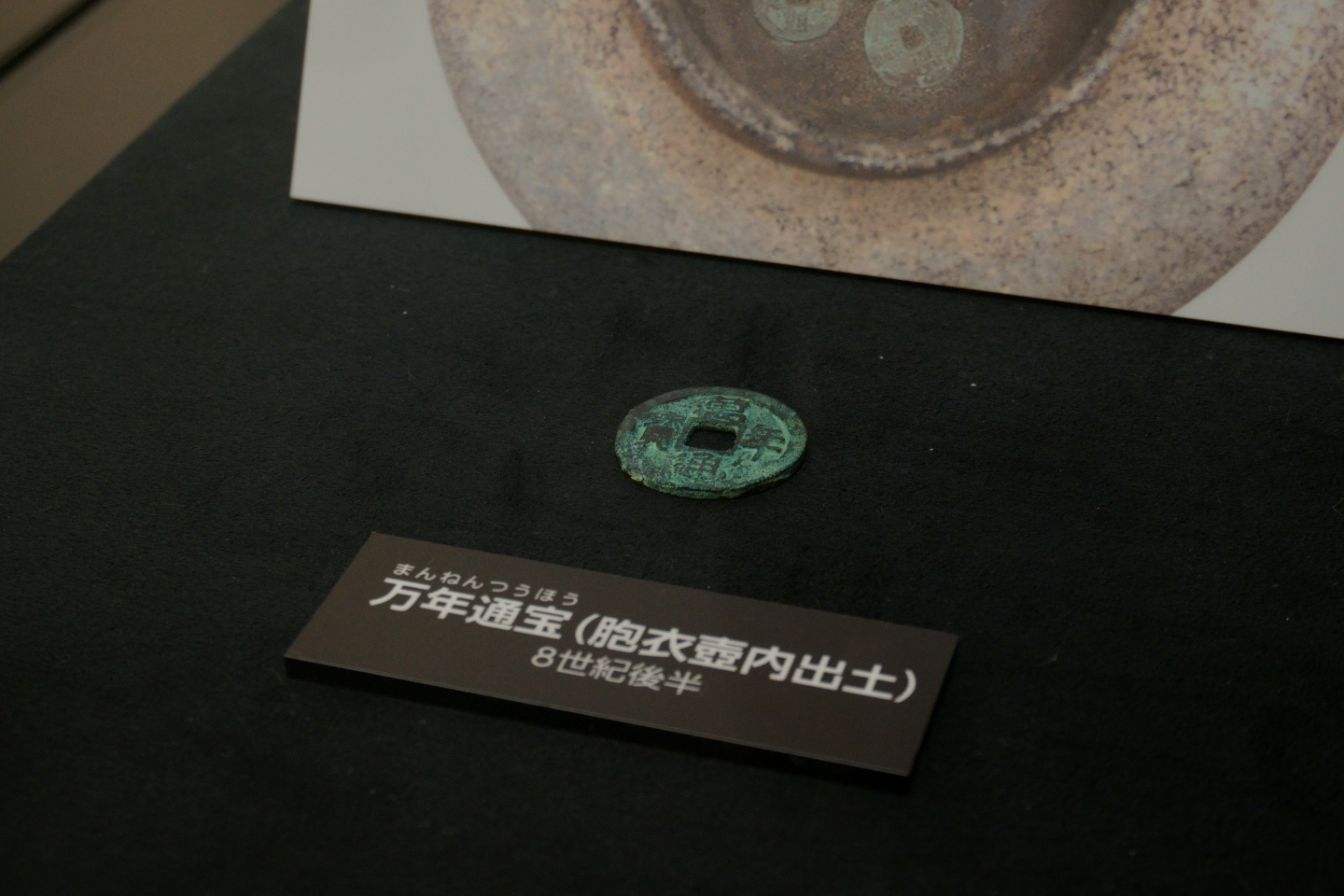
胞衣壺に銭貨（万年通宝）が収められていた事例

生まれた子供の健やかな成長や立身出世を祈り、家の間口や土間に埋納する習俗において用いられた。胎盤と共に銭貨を埋納する場合や、神社に納められる場合もある（胞衣塚）。
日本列島では縄文時代中期の埋甕に遡り、古代には埋納方法が確立し、平城京や秋田城跡（秋田県秋田市）、長岡京跡（京都府向日市・長岡京市）などの他、各地の町屋跡から出土している。